# Lancair ES
Lancair ES je visokosposobno propelersko športno letalo, ki ga dizajniral in proizvajal ameriški Lancair. Letalo se je kupilo v "kit" obliki - za sestavljanje doma.Proizvodnja kitov se je končala leta 2012, zgradili so 90 primerkov.
Na podlagi tega letala so razvili Columbio 400, ki je kasneje postala Cessna 400 Corvalis TT.

## Specifikacije (Super ES)
Splošne značilnosti
- Posadka: 1
- Število sedežev: 3 potniki
- Dolžina: 25 ft 0 in (7,62 m)
- Razpon kril: 35 ft 6 in (10,82 m)
- Površina kril: 140 sq ft (13 m2)
- Teža praznega letala: 2.200 lb (998 kg)
- Bruto teža: 3.550 lb (1.610 kg)
- Kapaciteta goriva: 105 U.S. gal (400 L; 87 imp gal)
- Pogon letala: 1 × Continental IO-550 6-valjni zračnohlajeni protibatni motor, 310 hp (230 kW)

Zmogljivost
- Potovalna hitrost: 215 mph (187 kn; 346 km/h)
- Hitrost pri porušitvi vzgona: 70 mph (61 kn; 113 km/h)
- Doseg: 1.400 mi (1.217 nmi; 2.253 km)
- Hitrost vzpenjanja: 2.000 ft/min (10 m/s)
- Obremenitev krila: 25,4 lb/sq ft (124 kg/m2)